# Steve Durbano
Harry Steven "Steve" Durbano (* 12. Dezember 1951 in Toronto, Ontario; † 16. November 2002 in Yellowknife, Nordwest-Territorien) war ein kanadischer Eishockeyspieler (Verteidiger), der von 1972 bis 1979 für die St. Louis Blues, Pittsburgh Penguins, Kansas City Scouts und Colorado Rockies in der National Hockey League und die Birmingham Bulls in der World Hockey Association spielte.

## Karriere
Nach seiner Zeit als Junior bei den Toronto Marlboros in der OHA wurde er beim NHL Amateur Draft 1971 von den New York Rangers, für die er jedoch nie spielte, in der ersten Runde als 13. ausgewählt. Auch in der WHA hatte man sich um ihn bemüht und so wurde hier die Rechte an ihm im initialen Draft der Liga an die Québec Nordiques vergeben.
Durbano konnte sich bei den Rangers nicht durchsetzen und spielte beim Farmteam, den Omaha Knights in der Central Hockey League. Da die St. Louis Blues auf der Suche nach körperbetonten Spielern waren, wurde er dorthin abgegeben, wo er sich schnell den Ruf als äußerst aggressiven Spieler erwarb. Im Laufe seiner zweiten Saison 1973/74 wechselte er zu den Pittsburgh Penguins. Eine Verletzung kostete ihn die Saison 1974/75 und er konnte nur ein Spiel bestreiten. Doch selbst in diesem Spiel brachte er es auf 10 Strafminuten. Zur Mitte der Saison 1975/76 ging seine Reise weiter zu den Kansas City Scouts. Das Team zog mit ihm zum Ende der Saison um und spielte fortan in Denver unter dem Namen Colorado Rockies. Durbano wurde hier auch öfter im Farmteam, den Rhode Island Reds in der AHL eingesetzt. Es folgte ein Wechsel in die WHA. Hier ließ er für die Birmingham Bulls eine Saison seine Fäuste fliegen. Zur Saison 1978/79 kehrte er noch einmal für 13 Spiele mit 103 Strafminuten zu den St. Louis Blues zurück.
Ein Höhepunkt der negativen Art ereignete sich am 21. Februar 1979: Während eines Spiels gegen die New York Rangers deutete Durbano, der gerade eine Schlägerei mit Rangers-Spieler Nick Fotiu hinter sich hatte, an, seine Hose herunterzuziehen und zeigte so dem Publikum im Madison Square Garden seinen „blanken Hintern“. Sofort verschwand Durbano in der Kabine und auch Fotiu, der ebenfalls wegen der Schlägerei vom Eis gestellt wurde, rannte hinterher. Beide schlugen sich im Kabinengang weiter, auf dem Eis herrschte ein heilloses Chaos, da jeder Spieler der Teams seinem Mitspieler zu Hilfe kommen wollte und sich jeder vor und im engen Ausgangstunnel in Richtung Kabinen drängelte.

## Teamrekorde
- 209 Strafminuten für die Kansas City Scouts in einer Saison (NHL 1975/76)

## Karriereende und sozialer Abstieg
Durbano beendete seine Karriere bereits 1983 im Alter von 32 Jahren. Nur kurze Zeit später wurde er wegen Kokainschmuggels nach Kanada im Wert von 500.000 US-Dollar verhaftet und zu einer Freiheitsstrafe von sieben Jahren verurteilt. Nach seiner Entlassung 1990 rutschte Durbano schnell wieder ab: Er wurde wieder verhaftet, diesmal wegen Ladendiebstahls und verdächtigt, einen illegalen Escort-Service zu betreiben. Durbano zog Ende der 90er Jahre mit fast 50 Jahren in die entlegenen Northwestern Territories Kanadas, um endlich Ruhe für sich selbst zu finden. Er starb dort in seinem Haus in Yellowknife an Leberkrebs.